# オムルベク・テケバエフ

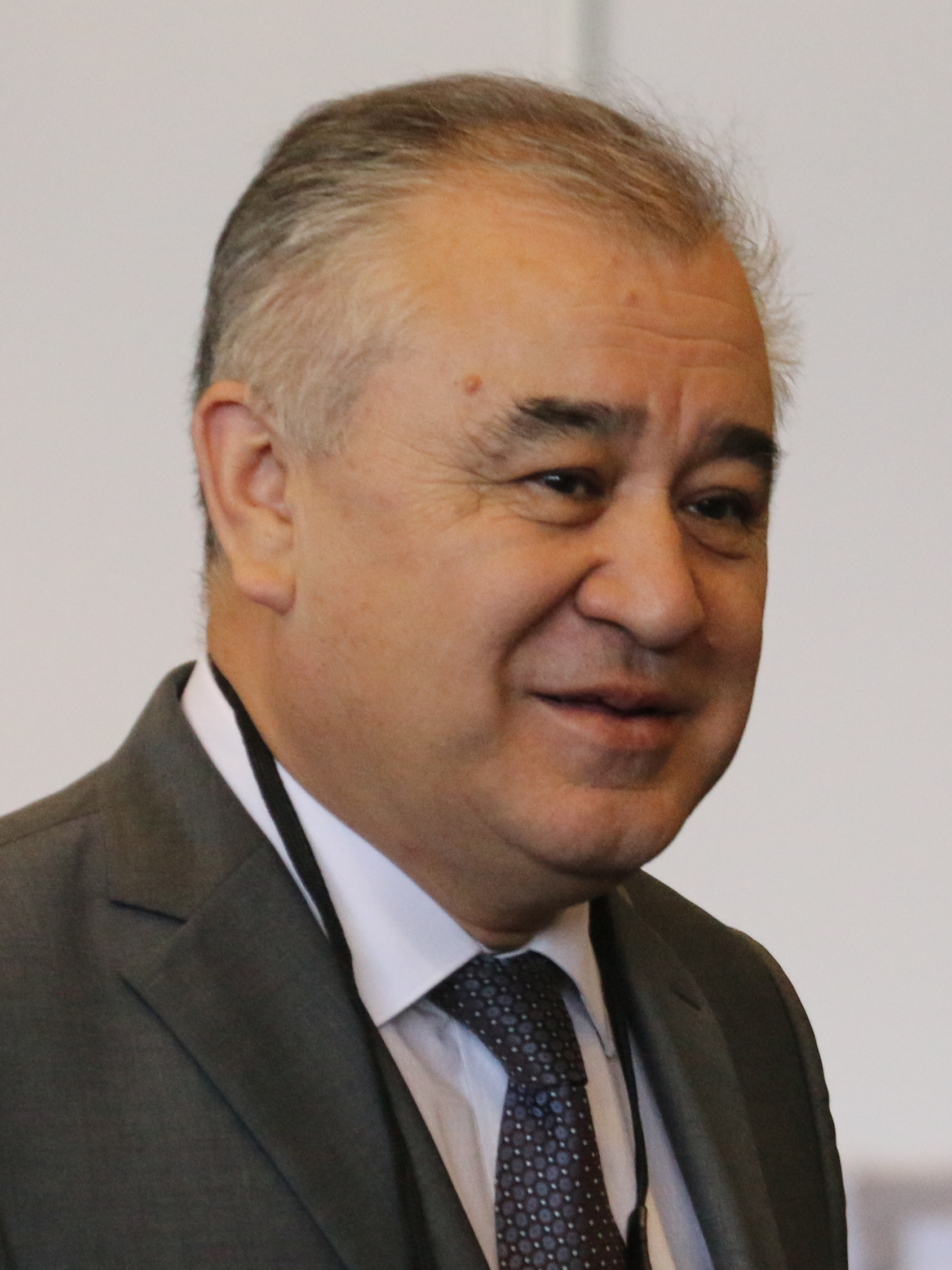
2016

オムルベク・テケバエフ（ロシア語: Омурбек Чиркешович Текебаев, ラテン文字転写: Omurbek Tekebayev、1958年 -）は、キルギスの政治家。現在、同国暫定政府の副代表。ジョゴルク・ケネシ代議員。一等国家参議官。「アタ・メケン」党首。

## 経歴
ジャララバード出身。南部最大の部族、イチキリク部族出身。物理学専攻でキルギス国立大学を卒業。1984年～1986年、村の学校で物理学教師として働く。1986年～1991年、キルギス国立大学物理学部の先任研究員。
1991年2月、民族・民主政党「エルキン・キルギスタン」（自由キルギスタン）を創設。同年4月、ジャララバード州人民代議委員会議の反独占政策・企業活動支援局を率いた後、ソ連最高会議議員、共和国会議法務問題委員会委員に選出。同年、「エルキン・キルギスタン」代表として、ソ連共産党と企業の分離に関するボリス・エリツィン大統領の命令の支持を表明した。
1992年、テケバエフは、「エルキン・キルギスタン」の一部と共に、社会主義政党「アタ・メケン」（祖国）を創設した。1992年～1994年、ジャララバード州国家行政府副長官（副知事）。1994年、キルギス国立大学法学部を卒業。
1995年から第1期、第2期、第3期キルギス議会立法院代議員。2000年、ジョゴルク・ケネシュの副議長となり、野党代表として新憲法の起草に参加した。
2000年3月、フェリックス・クロフが逮捕された後、テケバエフは、アスカル・アカエフ大統領を批判した。同年10月、テケバエフは、クロフの「アル・ナムィス」党と連合し、大統領選に出馬した。10月29日の大統領選では、13.89％を得票し、アカエフに次ぐ第2位を占めた。
2005年3月、アカエフ打倒を訴えるデモに参加。チューリップ革命後、新議会の議長に選出。2006年2月、クルマンベク・バキエフ大統領と対立し、議長を辞任した
。
議長辞任後、野党運動「改革のために！」を組織し、憲法・経済改革の早期実施、汚職・犯罪対策の活発化を大統領に要求した。2006年9月、ワルシャワ空港の通関検査において、テケバエフの荷物から600gのヘロインが発見されたことで拘束される。後に、これはテケバエフを陥れるために当局が行ったものと判明し、釈放される。2007年3月26日、「改革のために！」運動の共同議長職を辞する。
2008年12月、キルギスの野党勢力は、統合国民戦線を結成し、テケバエフが率いる「アタ・メケン」党もこれに加わった。
2010年キルギス騒乱後の2010年4月8日、ローザ・オトゥンバエヴァを首班とする暫定政府の副代表に就任し、憲法改革を担当することとなった。5月3日、新憲法草案を準備する憲法評議会議長に任命。新憲法が国民投票で可決されたことを受け、7月10日に辞任。10月10日に執行される議会選挙でアタ・メケンの第一党を目指す。

## 人物
キルギス共和国功労法学者。